# Konjo des montagnes
Pour les articles homonymes, voir Konjo.
Le konjo des montagnes est une langue d'Indonésie parlée par environ 150 000 locuteurs. Seulement 75 % de son lexique est commun au konjo de la côte, raison pour laquelle les linguistes ont tendance à les considérer comme des langues distinctes.